# Ashuelot
L'Ashuelot est une rivière des États-Unis d'une longueur de 103 km qui coule dans l'État du New Hampshire. Elle est un affluent du Connecticut.

## Source de la traduction
- (en) Cet article est partiellement ou en totalité issu de l’article de Wikipédia en anglais intitulé « Ashuelot River » (voir la liste des auteurs).